# Comuna Trușeni, Chișinău
Comuna Trușeni este o comună din municipiul Chișinău, Republica Moldova. Este formată din satele Trușeni (sat-reședință) și Dumbrava.

## Demografie
Conform datelor recensământului din 2014, comuna are o populație de 10.380 de locuitori. La recensământul din 2004 erau 7.952 de locuitori.

## Administrație și politică
Componența Consiliului local Trușeni (17 consilieri), ales la 5 noiembrie 2023, este următoarea:
|  | Partid                           | Consilieri | Componență | Componență | Componență | Componență | Componență | Componență | Componență | Componență | Componență |
|  | -------------------------------- | ---------- | ---------- | ---------- | ---------- | ---------- | ---------- | ---------- | ---------- | ---------- | ---------- |
|  | Partidul Acțiune și Solidaritate | 9          |            |            |            |            |            |            |            |            |            |
|  | Mișcarea Alternativa Națională   | 8          |            |            |            |            |            |            |            |            |            |